# Зирокс санрајз 1800
Зирокс санрајз 1800 (Sunrise 1800 / 1805) је професионални рачунар фирме Зирокс (Xerox) који је почео да се производи у САД током 1983. године.
Користио је Z80 микропроцесорску јединицу а RAM меморија рачунара је имала капацитет од 64 kb + 10 kb батеријски подржане меморије.
Као оперативни систем кориштен је CP/M са Xerox 1845 диск јединицом.

## Детаљни подаци
Детаљнији подаци о рачунару  1800 су дати у табели испод.
|                       |                                                                                |
| 1800                  |                                                                                |
| Произвођач            | Зирокс                                                                         |
| Тип                   | професионални рачунар                                                          |
| Меморија              | 64 + 10                                                                        |
| Поријекло             | Сједињене Америчке Државе                                                      |
| Година                | 1983                                                                           |
| Тастатура             | тастатура са пуним помаком тастера са тастерима смјера и функцијским тастерима |
| Процесор              |                                                                                |
| Фреквенција процесора | 4                                                                              |
| RAM                   | 64 + 10                                                                        |
| ROM                   | непознато                                                                      |
| Текст                 | 3 x 80 (монитор са текућим кристалом)                                          |
| Графика               | непознато                                                                      |
| Боја                  | једна боја, монитор са текућим кристалом                                       |
| Звук                  | 1 моно канал                                                                   |
| Димензије             | главна јединица / монитор : 32,8 x 38,1 x 34,3 / 13,6                          |
| Портови               |                                                                                |
| Оперативни систем     | 1845 диск јединицом                                                            |